# Adenia pulchra
Adenia pulchra är en passionsblomsväxtart som beskrevs av Michael George Gilbert och de Wilde. Adenia pulchra ingår i släktet Adenia och familjen passionsblomsväxter. Inga underarter finns listade i Catalogue of Life.